# Кафедральный собор Могадишо
Кафедральный собор Могадишо (итал. Cattedrale di Mogadiscio) — разрушенный католический собор, расположенный в Могадишо, Сомали. С 1928 по 1991 год служил резиденцией католической епархии Могадишо. Построен в 1928 году итальянскими колониальными властями, большая часть здания была разрушена в 2008 году группировкой «Харакат аш-Шабаб». В 2013 году епархия Могадишо объявила о планах отремонтировать здание.

## История

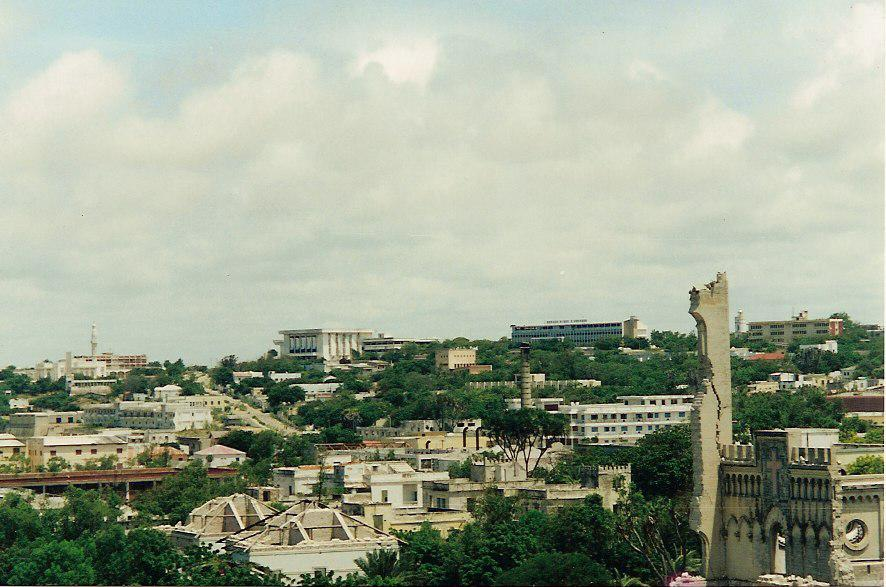
Руины собора в 2011 года.

Кафедральный собор Могадишо был построен в 1928 году на территории Итальянского Сомали. Собор построен в нормандском неоготическом стиле по образцу собора Чефалу на Сицилии. Строительство заняло почти шесть лет, собор построен в центральном районе столицы недалеко от Дворца губернатора.
Собор являлся самый большим в Восточной Африке, построен по приказу губернатора итальянского Сомали Чезаре Марии Де Векки, который способствовал христианизации сомалийского народа. 
Собор выполнен в стиле нормандской готики по проекту архитектора Антонио Вандоне. По бокам фасада располагались две башни высотой 37,50 метра каждая. План здания представлял собой латинский крест: внутри был разделен на три нефа с опорами со стрельчатыми арками. Собор был передана миссионерам Консолаты, которых затем сменили францисканцы.
В 1989 году, после начала гражданской войны в Сомали, последний епископ Могадишо Пьетро Сальваторе Коломбо был убит вооружёнными повстанцами во время служения мессы в соборе. Убийство епископа осталось нераскрытым, несмотря на призывы сомалийских чиновников провести расследование этого дела.

## Текущая ситуация
После 1991 года собор перестал регулярно использовался. В конце 2008 года большая часть католического собора была разрушена.
Корреспондент «Би-би-си» посетил собор в 2012 году и сообщил, что некоторые вынужденные переселенцы разбили палаточные поселения на его территории. Это резко контрастировало со многими новыми магазинами, открывшимися снаружи, где купцы, оптимистично настроенные по поводу относительной стабильности города после изгнания повстанцев, снова начали продавать свои товары. Корреспондент также упомянул, что, хотя структурные повреждения собора были значительными, среди прочего, из-за срыва крыши, его стены все еще оставались целыми, его изящные каменные арки были на месте, а общая атмосфера была безмятежной.
В апреле 2013 года, после посещения собора для проверки его состояния, епархия Могадишо объявила о планах его восстановления в ближайшем будущем.